# Blaenau Ffestiniog

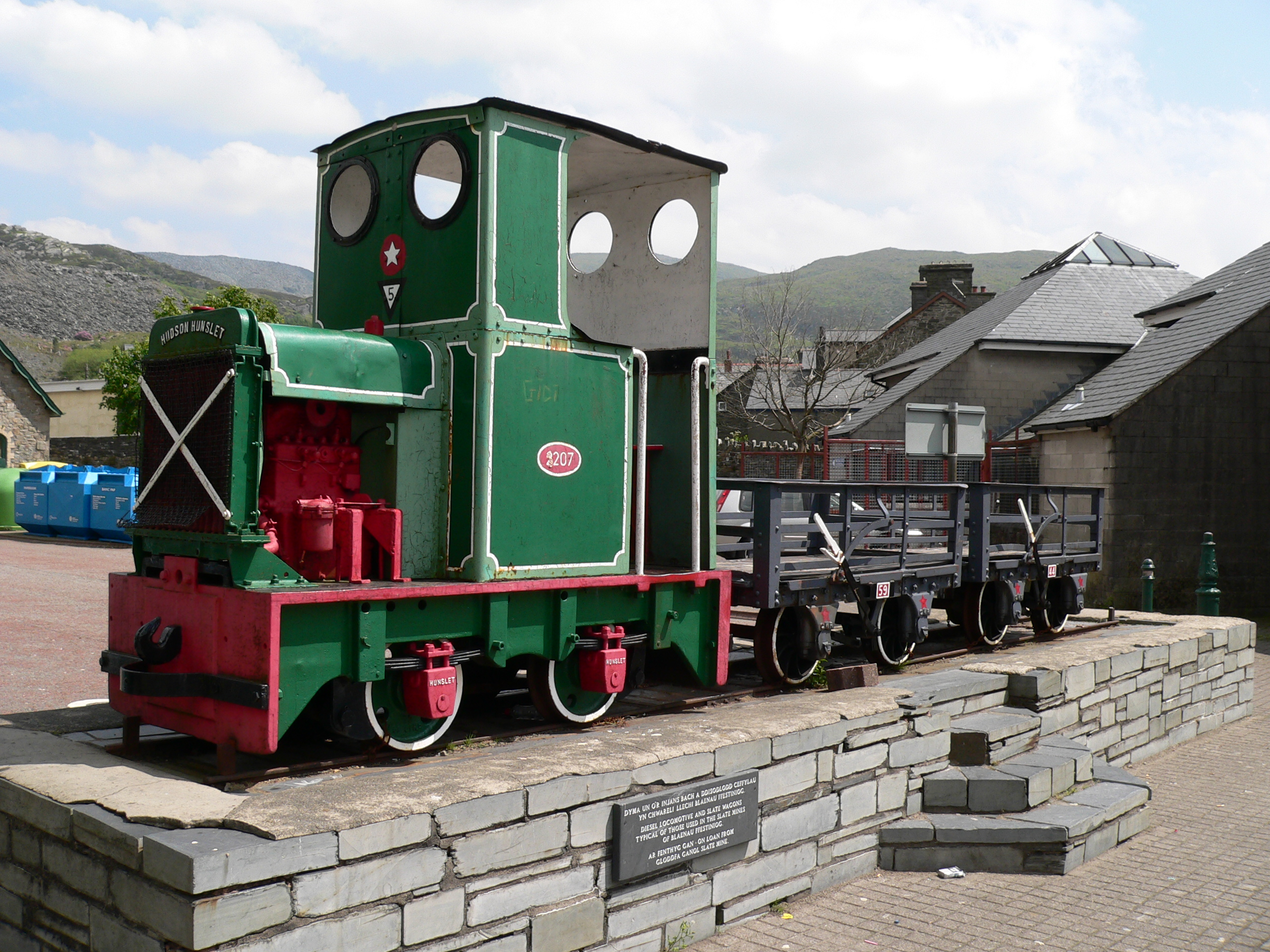
Blaenau Ffestiniog (Galles): trenino utilizzato un tempo per il trasporto dell'ardesia

Blaenau Ffestiniog (pron. /ˈblaɪnaɪ fɛsˈtɪnjɒɡ/o /ˈbləɨna fɛsˈtɪnjɒɡ/; 4.800 ab. circa) è una cittadina del Galles settentrionale, appartenente alla contea di Gwynedd e alla community di Ffestiniog e situata nel mezzo del Parco Nazionale di Snowdonia (di cui, però, ufficialmente non fa parte).
La località era un importante centro per l'industria mineraria del Paese, in particolare per la produzione di ardesia, estratta dalle colline circostanti.

## Geografia fisica

### Collocazione
Blaenau Ffestiniog si trova nella parte centro-orientale della contea di Gwynedd ed è situata a sud-est del monte Snowdon e a circa 20 km a nord-est di Porthmadog.

### Villaggi limitrofi
- Llan Ffestiniog
- Tanygrisiau

## Turismo
La località è famosa per la Ffestiniog Railway, la ferrovia che la collega a Porthmadog, usata fino al 1949 per il trasporto dell'ardesia e rimasta in funzione come attrazione turistica.
La cittadina è anche un punto di partenza per il Parco Nazionale di Snowdonia, di cui non fa ufficialmente più parte dal 1949, in quanto la zona, per via della forte industrializzazione, è stata considerata poco "attraente".

### Edifici e luoghi d'interesse
- Le Llechwedd Slate Caverns, vecchia miniera per la produzione di ardesia (ingl.: slate)

## Curiosità
Blaenau è la cittadina dalla quale Frank Cottrell Boyce prese spunto per scrivere il suo libro Quadri e ladri-Un colpo da ragazzi.